# رشاد عبد الحافظ
رشاد محمد محمود عبد الحافظ (1946 – 24 أبريل 1976) سياسي وكاتب وصحافي فلسطيني، ولد في مدينة طولكرم الفلسطينية، كان عضوًا في حركة التحرير الوطني الفلسطيني (فتح) ومنظمة التحرير الفلسطينية، وكان من أبرز القائمين على بناء التنظيم الثوري لحركة فتح، ورئيسًا لتحرير صحيفة فلسطين الثورة وهي الصحيفة المركزية الرسمية الناطقة باسم منظمة التحرير الفلسطينية إلى أن اغتالته إسرائيل، وكان مسؤولًا عن مجلس الإعلام الفلسطيني الموحد، ويُعرف بِلقب «شهيد الإعلام الفلسطيني الموحد».

## سيرته
ولد رشاد محمد محمود عبد الحافظ في مدينة طولكرم الفلسطينية عام 1946. تلقى تعليمه الابتدائي والإعدادي والثانوي في مدارس مدينة طولكرم، وأنهى الثانوية العامة في المدرسة الفاضلية التاريخية بالمدينة. التحق بكلية العلوم في جامعة الموصل بالعراق، وتخرج منها بدرجة البكالوريوس في العلوم، وهناك التحق بحركة التحرير الوطني الفلسطيني (فتح) وتدرج بعدة مواقع ومسؤوليات فيها، كما تولى هناك منصب عضو لجنة إقليم الحركة في العراق.
أشرف رشاد عبد الحافظ بشكل مباشر على بناء التنظيم الثوري لحركة التحرير الوطني الفلسطيني (فتح) في الستينيات من القرن العشرين ليكون أحد أبرز القائمين على ذلك، ثم كلفته القيادة الفلسطينية بالإشراف على جهاز الإعلام الفلسطيني الموحد برفقة ماجد أبو شرار في بيروت، كما تولى عبد الحافظ رئاسة تحرير صحيفة فلسطين الثورة وهي الصحيفة المركزية الرسمية الناطقة بلسان منظمة التحرير الفلسطينية والصادرة من العاصمة اللبنانية بيروت.

## اغتياله
اغتالته إسرائيل بتاريخ 24 أبريل 1976 عبر طلقة نارية بين عينيه من قناص إسرائيلي في منطقة «محور حي الشيّاح ـ عين الرمّانة» في ضواحي بيروت، لِيُعرف بلقب «شهيد الإعلام الفلسطيني الموحد».

## حياته الشخصية
رشاد عبد الحافظ متزوج من امرأة فلسطينية في العراق، حيث تزوّج قبل خروجه من العراق، ولم تتمكن زوجته من الانضمام إليه في بيروت، وله ابن وحيد كان في رحم زوجته عند اغتياله.

## قالوا عنه
- يقول الكاتب والصحفي الفلسطيني حسن البطل: «زميلنا رشاد عبد الحافظ كان واحدًا من أذكى من عرفت.. صورة المثقف الثوري تنطبق على الشاعر المناصرة والشاعر دحبور، وأيضًا على رشاد عبد الحافظ الذي سقط ولم تحظ عيناه برؤية طفله الأول والأخير»،[4] ويضيف حسن البطل قائلًا: «كان رشاد أكثر المحرّرين ذكاءً، ذا عقلٍ رياضي، لكنه متمكن من اللغة العربية، أيضًا. أهيف، مديد القامة، على خلقٍ عظيم، ومتمرِّس في الكتابة الصحافية رغم أنه لم يدرس الصحافة. جاءته الطلقة بين عينيه، وخسرناه إنسانًا وكادرًا فتحاويًا يساريًا، ومثقفًا ومحرِّرًا واعدًا جدًا».[5]

- يقول السياسي والكاتب الفلسطيني محمد اشتية في كتابه موسوعة المصطلحات والمفاهيم الفلسطينية: «واكبت فلسطين الثورة الحرب في لبنان، وقدمت المجلة عددًا من الشهداء دفاعًا عن المشروع الوطني الفلسطيني منهم رشاد عبد الحافظ».[6]

## وصلات خارجية
- عملية «شاميرا» و«رشاد عبد الحافظ»، قناة الجزيرة، 22 يناير 2018.